# La Chapelle-de-Brain

La Chapelle-de-Brain este o comună în departamentul Ille-et-Vilaine, Franța. În 1 ianuarie 2022 avea o populație de 1.107 de locuitori.